# Euptychia boulleti
Euptychia boulleti är en fjärilsart som beskrevs av Le Cerf 1919. Euptychia boulleti ingår i släktet Euptychia och familjen praktfjärilar. Inga underarter finns listade i Catalogue of Life.